# Nephele oenopion
Nephele oenopion is een vlinder uit de familie van de pijlstaarten (Sphingidae). De wetenschappelijke naam van de soort werd in 1824 gepubliceerd door Jacob Hubner.